# Limotettix bisoni
Limotettix bisoni är en insektsart som beskrevs av Knull 1952. Limotettix bisoni ingår i släktet Limotettix och familjen dvärgstritar. Inga underarter finns listade i Catalogue of Life.